# بالتو ۲: جستجوی گرگی
بالتو ۲: جستجوی گرگی (انگلیسی: Balto II: Wolf Quest) فیلمی در ژانر ماجراجویی و پویانمایی‌شده است که در سال ۲۰۰۲ منتشر شد.

## خلاصهٔ داستان
بالتو به همراه دخترش “آله” سفری ماجراجویانه با هدف خودشناسی را آغاز می‌کند.

## بازیگران
- موریس لامارچ
- جودی بنسون
- لیسی چابرت
- دیوید کارادین
- مارک همیل
- چارلز فلیشر